# Aérodrome de Cassagnes-Bégonhès
L’aérodrome de Cassagnes-Bégonhès ou Aérodrome du Caucart (code OACI : LFIG) est un aérodrome ouvert à la circulation aérienne publique (CAP), situé à 2 km au nord-ouest de Cassagnes-Bégonhès dans l’Aveyron (région Midi-Pyrénées, France).
Il est utilisé pour la pratique d’activités de loisirs et de tourisme (aviation légère et parachutisme).
Compte tenu de la faible activité aéronautique (255 heures de vol par an sur le terrain), un projet de fermeture de l'aérodrome pour le transformer en parc photovoltaïque est à l'étude.

## Installations
L’aérodrome dispose de deux pistes orientées est-ouest (09/27) :
- une piste bitumée longue de 1 050 m et large de 20. Elle est dotée d’un balisage diurne et nocturne
- une piste en herbe longue de 500 m et large de 30, réservée aux ULM

L’aérodrome n’est pas contrôlé. Les communications s’effectuent en auto-information sur la fréquence de 123,500 MHz. Il est agréé avec limitations pour le vol à vue (VFR) de nuit.

## Activités
- Aéroclub du Ségala